# Diocesi di Cozila
La diocesi di Cozila (in latino: Dioecesis Cozylensis) è una sede soppressa e sede titolare della Chiesa cattolica.

## Storia
Cozila è una località dell'Epiro, le cui rovine si trovano nei pressi del villaggio di Flurname, 16 km. a nord di Prevesa. La città fu fondata probabilmente dopo che Nicopoli venne distrutta da un terremoto nell'XI secolo e, secondo Janin, è probabile che la sede episcopale vi venne trasferita.
La diocesi appare per la prima volta nella decisione di Basilio II del marzo 1020, con la quale l'imperatore definiva ulteriormente l'estensione e la giurisdizione dell'arcidiocesi di Acrida, di cui Cozila diventava una delle suffraganee. La provincia ecclesiastica di Acrida fu in questa occasione sottomessa al patriarcato di Costantinopoli e ne seguì la sorte con l'insorgere del cosiddetto scisma d'Oriente nel 1054. Nel secolo successivo, Cozila non compare più tra le suffraganee di Acrida. Non sono noti vescovi di questa sede, se non un anonimo nel 1283.
Dal 1933 Cozila è annoverata tra le sedi vescovili titolari della Chiesa cattolica; dal 15 maggio 2013 il vescovo titolare è Savio Dominic Fernandes, vescovo ausiliare di Bombay.

## Cronotassi dei vescovi titolari
- Antônio Gaspar (6 dicembre 1982 - 20 dicembre 2000 nominato vescovo di Barretos)
- Dulcênio Fontes de Matos (18 aprile 2001 - 12 luglio 2006 nominato vescovo di Palmeira dos Índios)
- Daniel Ernest Flores (28 ottobre 2006 - 9 dicembre 2009 nominato vescovo di Brownsville)
- Mark Joseph Seitz (11 marzo 2010 - 6 maggio 2013 nominato vescovo di El Paso)
- Savio Dominic Fernandes, dal 15 maggio 2013